# Юзеф Кухарський (футболіст)
Юзеф Кухарський (пол. Józef Kucharski; нар. 16 квітня 1910, с. Журавиця, Австро-Угорщина — пом. 29 жовтня 1944, Гілзе-ен-Реєн, Нідерланди) — польський футболіст, захисник. Зіграв 25 матчів у Першій лізі Польщі.

## Життєпис
Вихованець львівської «Погоні», кольори якої захищав з 1928 по 1934 рік. З 1931 по 1933 рік провів 25 матчів у Першій лізі Польщі, в якій відзначився одним голом. У 1935-1939 роках виступав за «Лехію» (Львів). Під час Другої світової війни — учасник Вересневої кампанії, потім солдат 1-ї бронетанкової дивізії, у званні старшого стрільця. Помер у нідерландському місті Гілзе-ен-Реєн, від поранень, отриманих у бою.

## Відзнаки
- Хрест Хоробрих